# قمری گالاپاگوس

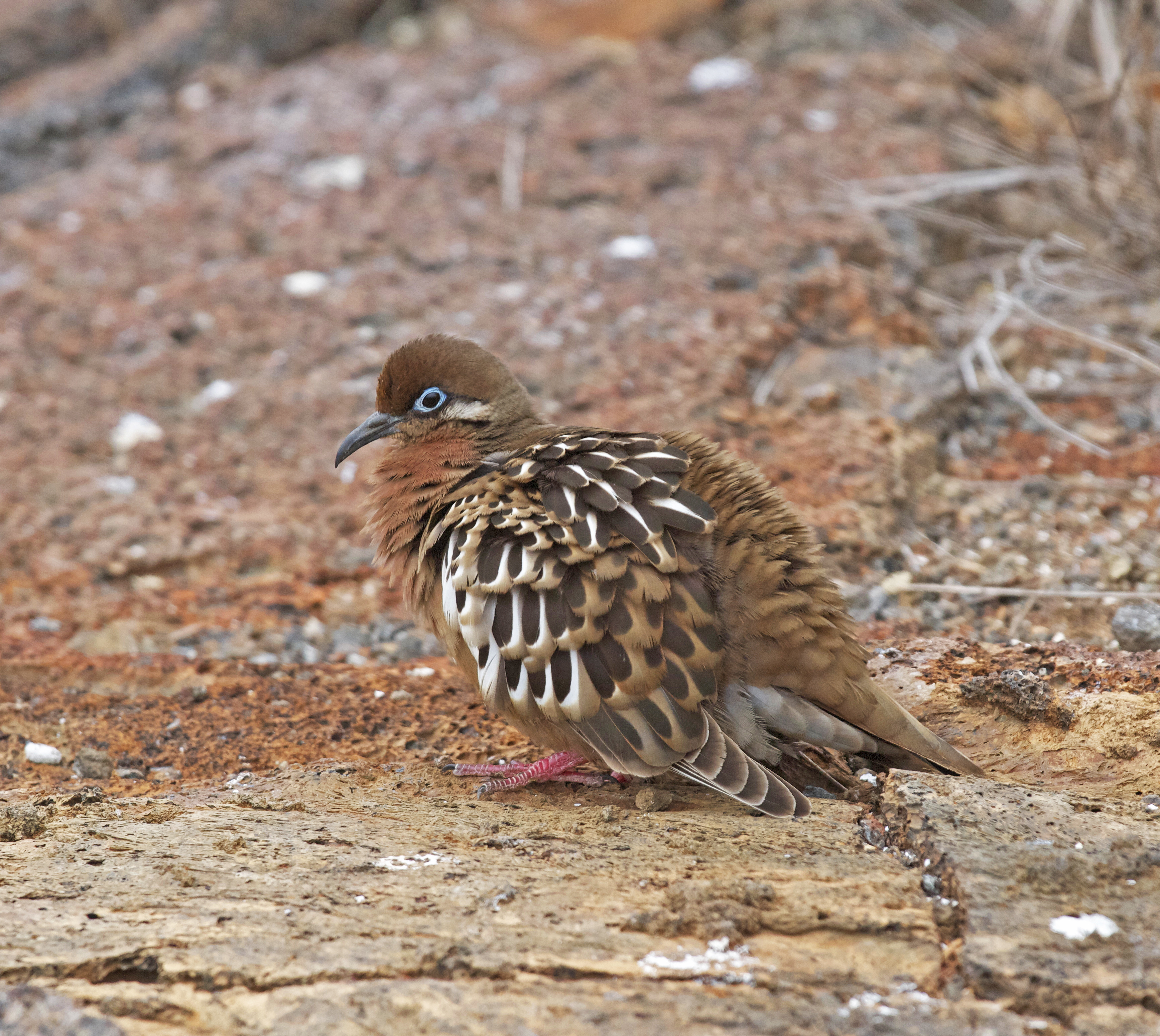
قمری گالاپاگوس در جزیره گنوواسا

قمری گالاپاگوس (Zenaida galapagoensis) گونه ای از پرندگان از خانواده کبوتران است. بومی گالاپاگوس در نزدیکی اکوادور است. این پرنده در طیف گسترده‌ای از زیستگاه‌های باز و نیمه‌باز، به‌ویژه در مناطق پست و خشک مجمع‌الجزایر گالاپاگوسیافت می‌شود.

## آرایه‌شناسی و رده‌بندی
- Zenaida galapagoensis galapagoensis (گولد، 1839) - زیرگونه نامزد. در جزایر اصلی گالاپاگوس، به استثنای جزیره داروین و جزیره گرگ، یافت می‌شود.[۲]
- Zenaida galapagoensis exsul (Swarth، 1931) - کمی بزرگتر و تیره‌تر از Z.g. galapagoensis تنها در جزیره داروین و جزیره گرگ یافت می‌شود.[۲] [۳]

با وجود انزوای جغرافیایی این نوع پرنده در جزایر مختلف، به دلیل مهاجرت مکرر بین جزایر، جریان ژنی قابل توجهی بین جمعیت‌های مختلف جزیره وجود دارد. این امر به‌طور کامل از تشکیل زیرگونه‌ها جلوگیری نکرده‌است، زیرا عوامل محیطی مانند جریان‌های باد، فاصله بین جزایر و حتی جریان‌های اقیانوسی بر مکان سفر پرندگان تأثیر می‌گذارد. با این حال، توانایی پرواز چشمگیر آن‌ها تضمین کرده‌است که این گونه برخلاف شاهین گالاپاگوس (که در اندازه‌های جزیره تغییرهای چشمگیری دارد)، یا گونه‌زایی شدید موجود در سهره‌های کمتر متحرک داروین، نسبتاً همگن در سراسر جزایر باقی می‌ماند. همچنین ممکن است رژیم غذایی همه چیزخوار کبوتر مانع از تخصص بیشتر شود. حضور انسان ممکن است سبب تغییرهای ژنتیکی جمعیت در جمعیت جزیره سان کریستوبال و جزیره سانتا کروز شود که سبب کاهش تنوع آللی شده‌است.

## ویژگی‌ها

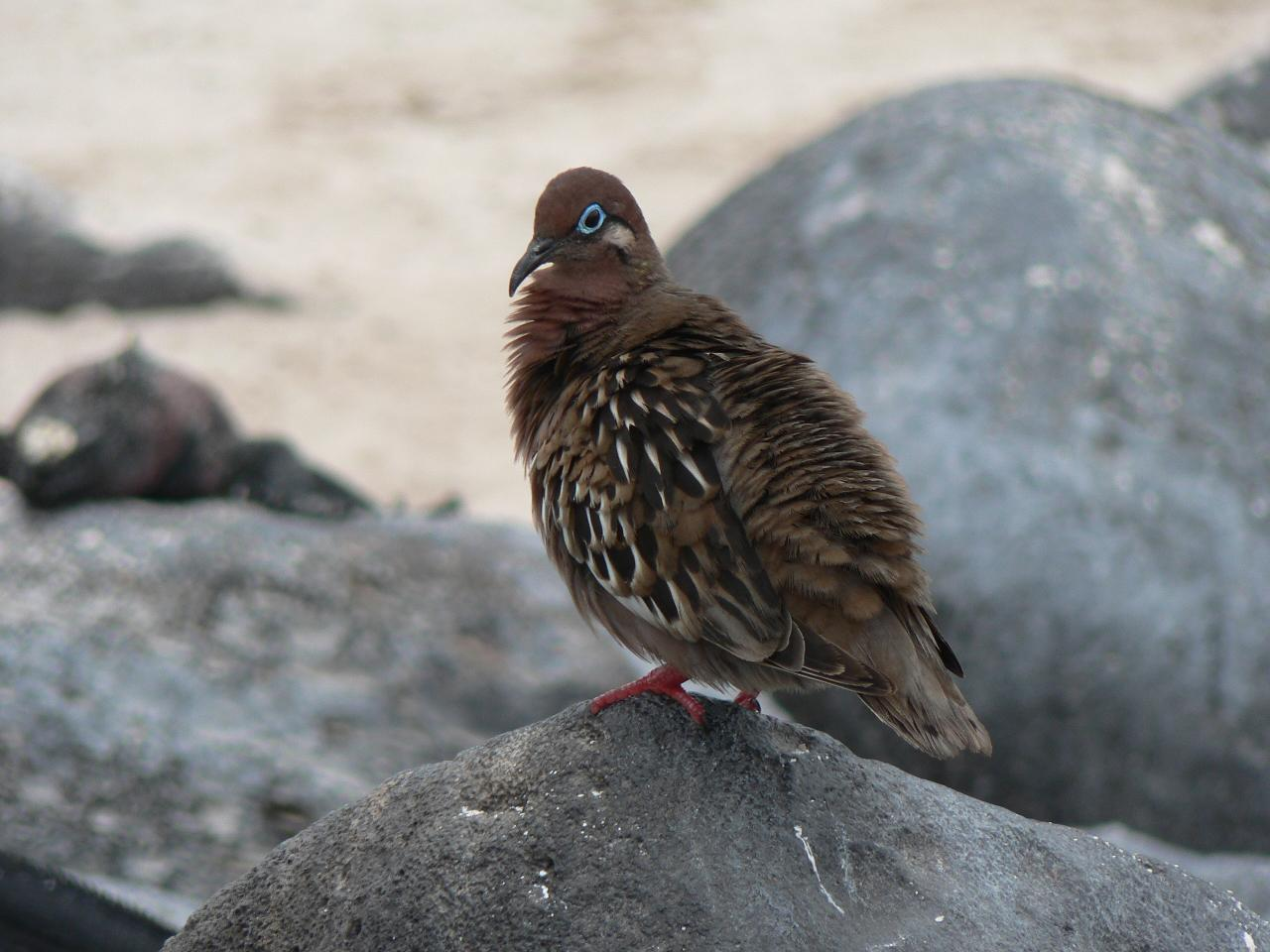
قمری گالاپاگوس در جزیره اسپانیولا

قمری گالاپاگوس تا ۱۸–۲۳ سانتیمتر (۷٫۱–۹٫۱ اینچ) رشد می‌کند و وزن آن ۶۷–۹۲ گرم (۲٫۴–۳٫۲ اونس). دم بلند مشکی کمی به سمت پایین خمیده‌است. پاها و پاها مایل به قرمز با مقداری بنفش هستند. کبوتر گالاپاگوس، پرنده‌ای با جسور، دارای قسمت‌های بالایی قهوه‌ای مایل به قرمز تیره، گردن و سینه صورتی مایل به رنگ، شکم گاومیش‌رنگ و بال‌های قهوه‌ای با رگه‌های سفید و سیاه است. پوست پیرامون چشم آبی تیره با حاشیه سیاه است. خود چشم قهوه‌ای است. یک رگه رنگین‌کمانی در کنار گردن یافت می‌شود. پرهای کتف و روکش بال سیاه با نوار سفیدی در وسط است که در طول به سمت پایین کشیده شده‌است. این باعث می‌شود بال‌ها رگه دار به نظر برسند. بخش زیرین بال‌ها خاکستری تا آبی است. پرهای مرکزی دم قهوه‌ای و بخش بیرونی آن خاکستری است.
ماده این گونه کاملاً شبیه به نرهای گالاپاگوس، اما اندکی کوچکتر هستند – همان گونه که به اندازه لکه‌های رنگین‌کمانی آنها است. آنها همچنین دارای پشت، بال و دم تیره‌تر هستند.

## پراکندگی و زیستگاه
قمری گالاپاگوس در دشت‌های صخره ای، درختان پراکنده، بوته‌ها و کاکتوس‌ها زندگی می‌کند.

## رفتار و بوم‌شناسی

### پرورش و لانه سازی
هنگامی که لانه‌های آنها در خطر است، قمری‌ها وانمود می‌کنند که آسیب دیده‌اند یا زخمی شده‌اند و شکارچی را از لانه‌اش دور می‌کنند. بیشتر لانه‌های قمری گالاپاگوس روی زمین، اغلب زیر برآمدگی‌های گدازه، یا در لانه‌های مرغ مقلد قدیمی در کاکتوس‌ها ساخته می‌شوند. یک دسته‌تخم معمولی از دو تخم تشکیل شده‌است. پرورش سه تا پنج هفته پس از شروع فصل مرطوب با حداکثر سه دسته‌تخم در سال آغاز می‌شود.

### تغذیه
نوک‌های خمیده به سمت پایین در قمری گالاپاگوس به آن کمک می‌کند که بیشتر از دانه‌ها و میوه‌های زمین تغذیه کند. چندان تمایلی به پرواز ندارد، و تنها به عنوان آخرین راه چاره این کار را انجام می‌دهد. قمری‌های گالاپاگوس بیشتر وقت خود را روی زمین به جستجوی غذا می‌گذرانند و عمدتاً از دانه‌ها، کرم‌ها و گل‌ها و پالپ کاکتوس Opuntia تغذیه می‌کنند.
در جزایری که زنبورها غایب هستند، کاکتوس‌های Opuntia خارهای نرم‌تری پیدا کرده‌اند. این ممکن است به پرندگان، از جمله کبوتر، امکان دسترسی بهتر به گل‌ها را بدهد و فعالیت پرندگان برای گرده‌افشانی گل‌ها سودمند باشد.
قمری‌ها عمدتاً دانه‌ها را پیش از خوردن خرد می‌کنند، اما برخی از دانه‌ها را به‌طور کامل می‌بلعند، برخی از آنها از هضم نجات می‌یابند – این پرنده را به منبع توزیع گیاهان در گالاپاگوس تبدیل می‌کند.

### بقا
به عنوان یک گونه بومی جزیره‌ای، قمری‌های گالاپاگوس در معرض خطر بالایی از بیماری‌های معرفی شده و شکارچیان هستند. بیماری‌های معرفی‌شده عبارتند از Trichomonas gallinae (شاید از کبوترهای صخره‌ای یا قمری گوش‌دار از سرزمین اصلی منتشر شده باشد)، و مالاریا هموپروتئوس (که در بیش از ۸۵ درصد از پرندگان در جزیره اسپانیولا یافت شد). کلامیدیا پسیتاسی نیز یک تهدید است. بیماری‌های معرفی‌شده ممکن است از قمری گالاپاگوس به گونه‌های دیگر در اکوسیستم مجمع‌الجزایر، مانند شپش که وقتی قمری‌ها شکار می‌شوند، به باز گالاپاگوس سرایت کند. سپس شپش به عنوان ناقل بیماری عمل می‌کند.

## رابطه با انسان‌ها
قمری‌های گالاپاگوس نمونه‌ای از شیوه سازگاری یک گونه در هنگام تعامل انسان با گونه و محیط آن ارائه می‌دهند. نزدیک به سال ۱۶۸۵ جزیره گالاپاگوس توسط خصوصی‌های بریتانیایی جایی که نخستین تعامل انسان‌ها و قمری‌های گالاپاگوس انجام شد. قمری گالاپاگوس، مانند بسیاری از جانوران در گالاپاگوس، بسیار رام است. هنگامی که ملوانان بریتانیایی برای نخستین بار وارد شدند، این قمری‌ها هیچ ترسی نشان ندادند و به صورت دسته‌جمعی می‌آمدند، که آنها را به اهداف شکار آسان تبدیل کرد. قمری‌ها حتی روی سر و شانه ملوانان می‌نشستند. با این حال، پرندگان در نهایت با یادگیری برای پرهیز از تعامل انسانی سازگار شدند.

## وضعیت

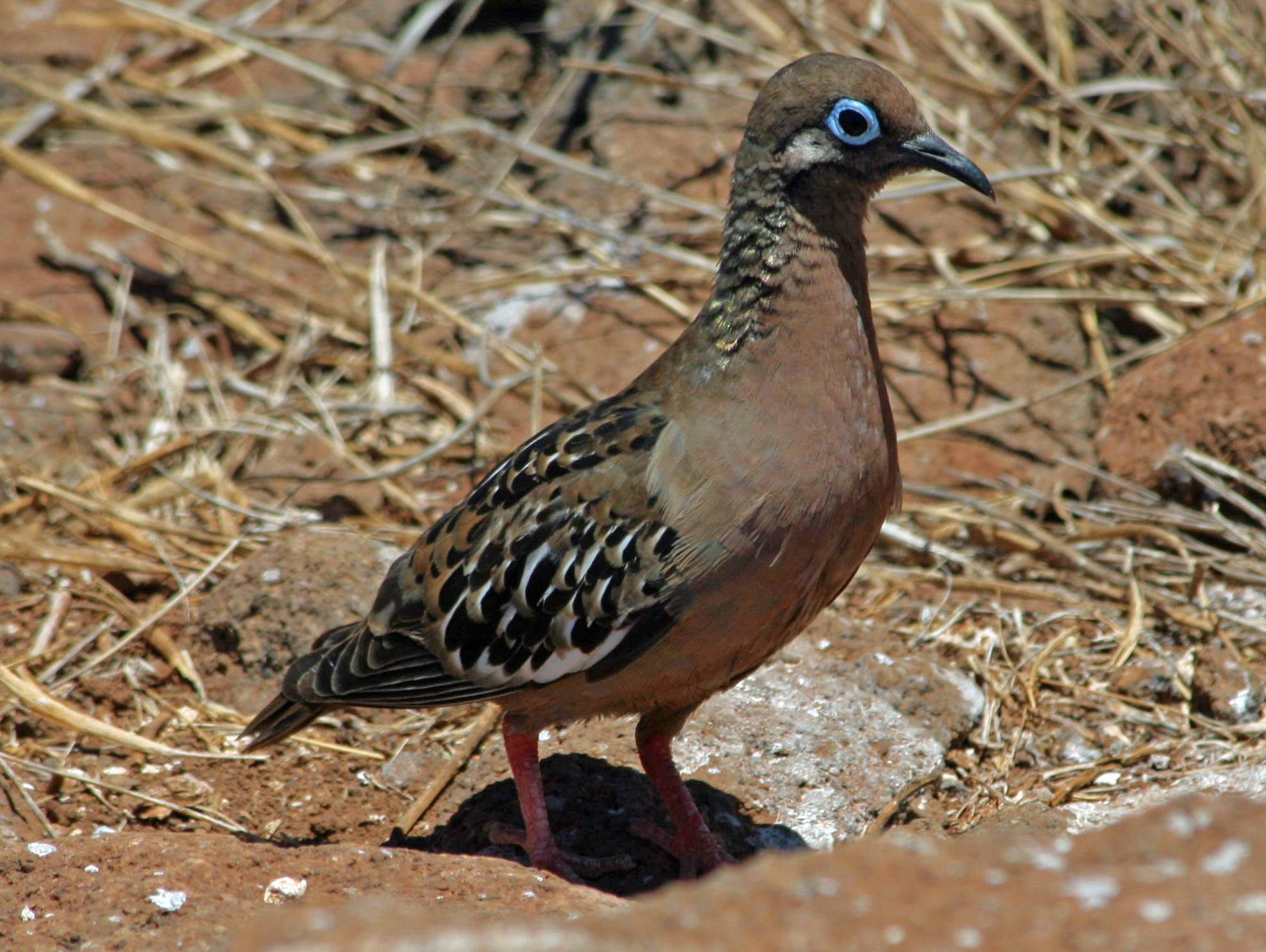

در اواسط تا اواخر سدۀ ۱۶، قمری‌های گالاپاگوس توسط ملوانان شکار شدند. تخریب گسترده انسان حداقل تا دهه ۱۹۶۰ ادامه یافت، اما اکنون قمری‌ها بیشتر توسط گربه‌های وحشی تهدید می‌شوند. تهدیدهای دیگر بیماری‌ها، آلودگی و تخریب زیستگاه است.